# Marxismo consiliarista
ll marxismo consiliarista o consiliarismo è un concetto emerso nella sfera ideologica del marxismo. Questo pensiero nasce nell'Europa centro-occidentale grazie ad alcuni intellettuali prossimi al luxemburghismo: il tedesco Otto Rühle, gli olandesi Herman Gorter e Anton Pannekoek, i tedeschi emigrati negli USA Paul Mattick e Karl Korsch. Questi furono estremamente critici rispetto al marxismo-leninismo e alla concezione gerarchica dei tradizionali partiti comunisti, che li ha portati a sviluppare un'interpretazione in chiave Anti-Leninista 

## Principi
Il Consiglio operaio si fonda sui principi della democrazia popolare diretta e dell'autogestione, consentendo quindi ai lavoratori di un'azienda di assumere le decisioni fondamentali nella gestione della stessa.
Per i consiliaristi o comunisti di sinistra, il Consiglio operaio andrebbe a scardinare le basi del capitalismo e della democrazia rappresentativa, sottraendo l'esercizio del potere ai capitalisti e alla borghesia, restituendolo nelle mani del popolo.
Il Consiliarismo oppone al Socialismo statale e di partito, sostenuto da Lenin, il comunismo dei consigli operai, ovvero la forma d’organizzazione sorta durante le fasi iniziali della rivoluzione russa (i soviet), che secondo i consiliaristi erano la forma che l'organizzazione della classe operaia, cosciente del proprio ruolo storico, si era data per la realizzazione della società comunista.
Il consiliarismo si rifà al principio che «l'emancipazione della classe operaia sia opera della classe operaia o non sia».

## Storia dei consigli operai
I consigli operai comparvero per la prima volta nella Russia del 1905 (Soviet), ma già alcune fazioni della Comune di Parigi del 1871 avevano un'ideologia consiliarista.

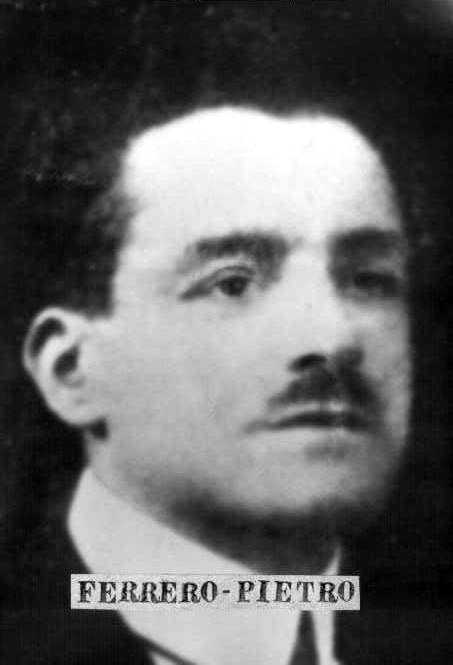
Pietro Ferrero, anarchico e sindacalista protagonista del movimento dei "consigli di fabbrica" (1920)

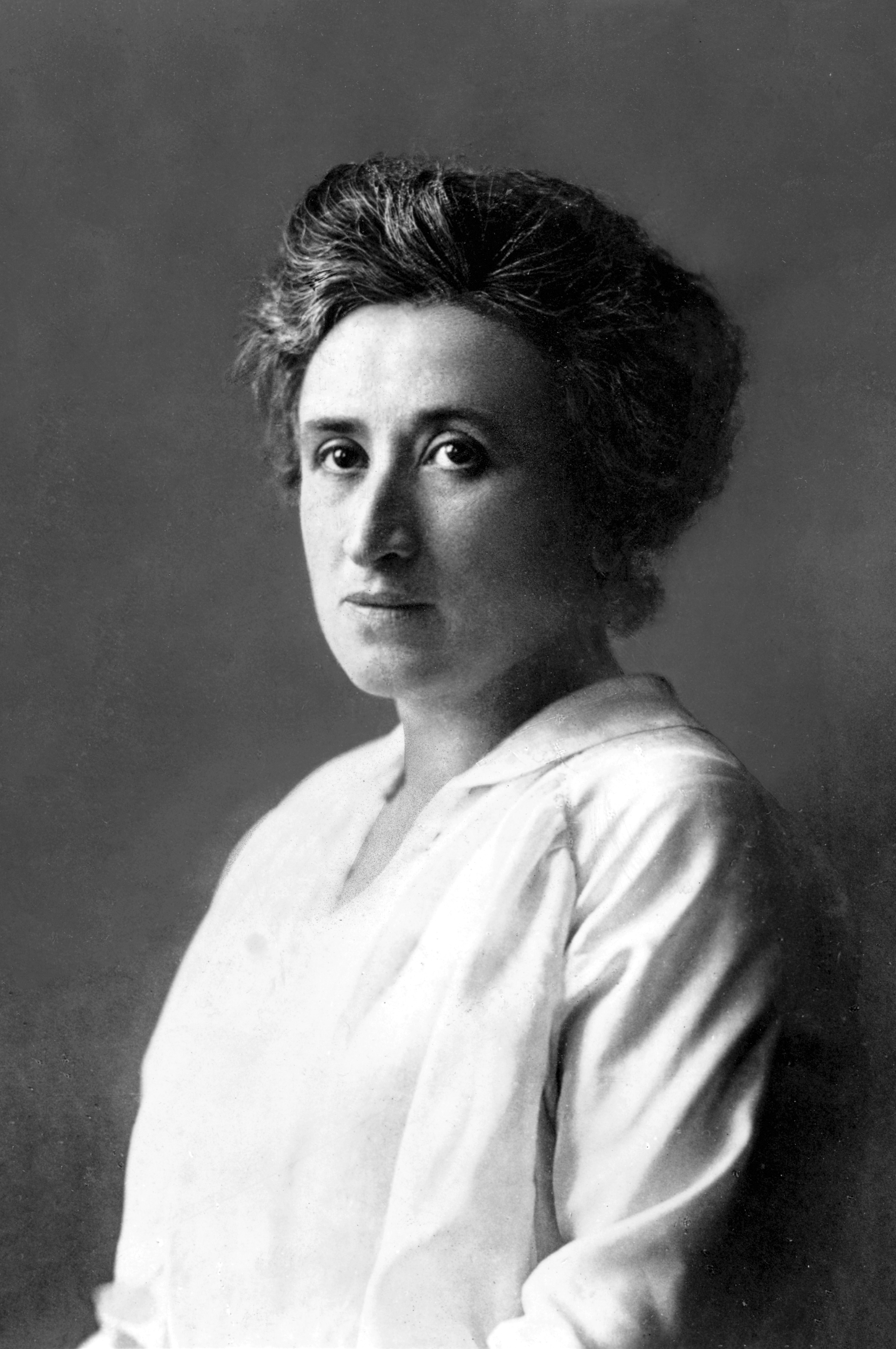
Rosa Luxemburg, fu fautrice dell'ala radicale rivoluzionaria durante la rivoluzione della fine del 1918

Durante la rivoluzione del 1917, i soviet ebbero un ruolo importante nel determinare la caduta del regime zarista, ma non diventeranno mai organo di governo: mentre da febbraio a ottobre 1917 il potere fu in mano al governo provvisorio guidato da Kerensky, a partire dall'Ottobre 1917, il potere fu detenuto dai commissari popolari guidati da Lenin: questi di fatto spogliò i soviet da ogni potere autogestionario e li ridusse ad un organismo subordinato al potere centrale detenuto dai bolscevichi. Nel 1921, con la Rivolta di Kronštadt, i marinai e cittadini della città russa, appellandosi allo slogan bolscevico: «Tutto il potere ai soviet!», provarono a dare una sterzata libertaria alla rivoluzione russa ma vennero repressi nel sangue dall'Armata Rossa di Lev Trotzky.
Mentre in Russia i bolscevichi accentuavano i caratteri autoritari e statalisti del loro potere in seguito allo scoppio della Guerra civile nell'estate del 1918, fino al terrore rosso (settembre 1918)  e allo stalinismo dopo la morte di Lenin, avvenuta nel gennaio 1924, altrove si formavano tendenze consiliariste, rappresentate in particolare dall'ala sinistra del Partito Socialdemocratico tedesco (SPD), guidata da figure di spicco come Rosa Luxemburg e Karl Liebknecht:
i consigli dei lavoratori apparvero perciò anche in Germania, nel novembre 1918 e nella Baviera del 1919.
Essi comparvero in Italia durante il biennio rosso e in Ungheria nello stesso periodo. Ma oltre a parlare di una netta sconfitta, in riferimento al consiliarismo, in una sola città e settore produttivo (la metalmeccanica Fiat) del 1919-’20, da Antonio Gramsci più avanti verrà «la presa d’atto di ciò che era successo nel decennio successivo, cioè il dover constatare che la copia-madre del consiliarismo, cioè i Soviet, erano stati sostituiti dalla statolatria (il termine è dello stesso Gramsci) prevalsa nelle pratiche di governo dei bolscevichi».
Anche nelle fasi prerivoluzionarie spagnole, alcuni consigli operai furono costituiti nelle Asturie, durante la cosiddetta Rivoluzione d'Ottobre asturiana (1934).
L'esperienza tedesca, poi, influenzerà notevolmente lo sviluppo di altri partiti di tendenza consiliarista, come il partito socialdemocratico di Polonia (Socjaldemokracja Królestwa Polskiego i Litwy), guidato da Leo Jogiches, e quello olandese (Sociaal-Democratische Arbeiderspartij), alla cui testa si posero note figure di intellettuali come Anton Pannekoek, Henriette Roland-Holst ed Herman Gorter (autore nel 1920 della Risposta a Lenin).
I consigli operai ricomparvero poi nel dopoguerra, nell'Ungheria del 1956 (contro il dominio sovietico), in Francia durante il maggio 1968 e di nuovo in Italia nel 1969. Dal 1968, il termine "consiglio operaio" fu sostituito gradualmente da "assemblee operaie" e poi da "assemblea generale". Dal 1973, in Italia, si cominciò a parlare di "assemblee autonome", nel senso che esse erano autogestite e non controllate dai sindacati. In Italia si diffusero più o meno sino al 1979, coinvolgendo non solo i lavoratori ma anche i disoccupati e gli studenti.
In Francia, il termine coordinations (Coordinazioni) fu utilizzato dal 1986 per designare le riunioni dei ferrovieri e degli infermieri in sciopero, e anche in occasione di scioperi successivi, pur non assumendo comunque un valore rivoluzionario, come era avvenuto nei primi decenni del Novecento.
Nel 2009, il Partito Comunista Internazionalista (formatosi nel 1943), dopo tutta una serie di conferenze sviluppatesi negli anni precedenti, ha dato vita al gruppo della Tendenza Comunista Internazionalista, che propaganda un'idea del comunismo in opposizione a quella marxista-leninista. Pur non essendo specificamente consiliaristi, nel loro programma si legge:
«I forum della nostra “democrazia”, gli organismi di potere della rivoluzione, saranno invece i consigli proletari, assemblee di massa in cui gli incarichi saranno affidati con mandati precisi e revocabili in ogni momento.»
Nel 2010 in Italia diversi gruppi hanno rivitalizzato la pubblicistica consiliare messa in relazione alla crisi economica, dal gruppo di Milano Pagine Marxiste a Countdown, ed è nata una rivista che si ricollega alla tradizione consiliare: «Connessioni per la lotta di classe».

## Consiliarismo e anarchismo
Le posizioni anti-autoritarie dei consiliaristi condividono alcuni elementi con il concetto di democrazia diretta e con l’idea anarchica di autogestione attraverso assemblee popolari. Tuttavia, Anton Pannekoek, uno dei principali teorici consiliaristi, criticava l’anarchismo proprio per il suo rifiuto di qualsiasi forma organizzata di potere politico, ritenendo che una rivoluzione socialista dovesse necessariamente fondarsi su una forma di organizzazione politica e di potere operaio strutturato, rappresentato dai consigli di fabbrica e di lavoratori.
In questo senso, mentre per i leninisti i consigli di fabbrica sono uno strumento per la conquista del potere statale, per i consiliaristi essi rappresentano un’organizzazione autonoma del potere operaio necessaria sia come mezzo che come fine per la costruzione della società socialista. Contrariamente agli anarchici, che vedono i consigli come un fine in sé e tendono a rifiutare qualsiasi forma di organizzazione politica centralizzata, Pannekoek sottolineava l’importanza di un’organizzazione politica consiliare per evitare il frammentarsi in piccole unità produttive isolate.
Gli anarchici misero in pratica alcuni dei concetti consiliaristi di autogestione durante il biennio rosso (1919-1920) e in Germania nella Repubblica Bavarese dei Consigli (1918-1919), anche se con modalità e obiettivi differenti rispetto alla teoria consiliarista.

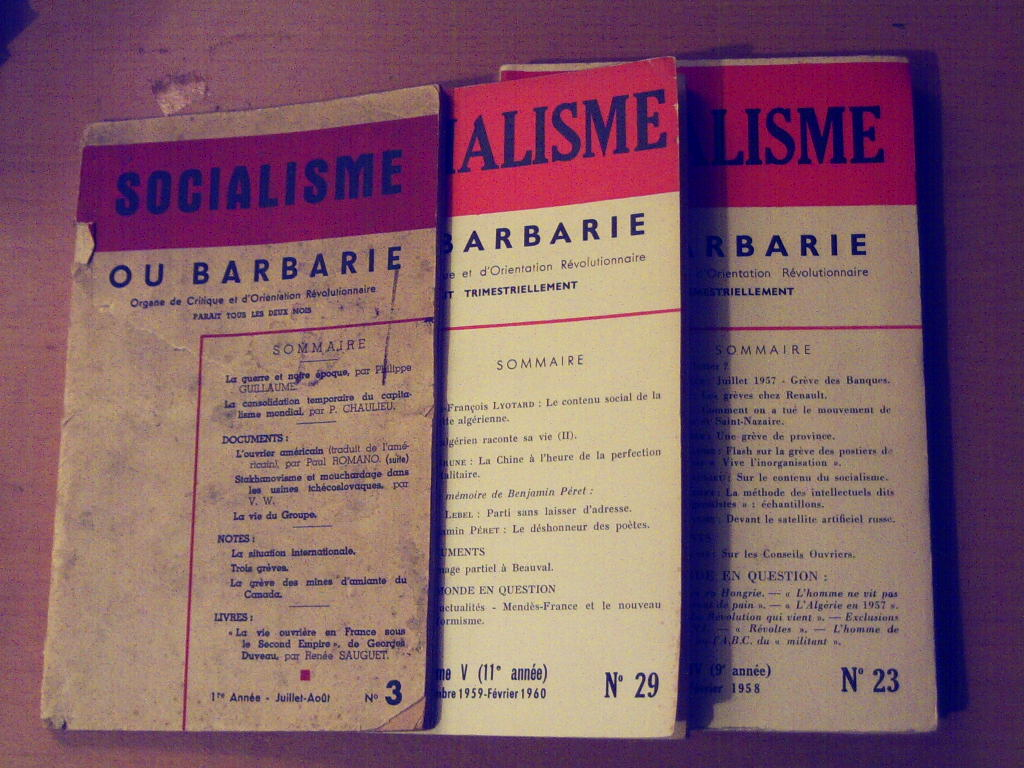
Qualche numero della rivista Socialisme ou barbarie, pubblicato dall'omonimo gruppo.

## Personalità e pubblicazioni
Fra le differenti personalità che hanno illustrato la storia dell'estrema sinistra, si possono citare Anton Pannekoek (autore nel 1946 di un'opera intitolata I Consigli Operai), Herman Gorter, Karl Korsch, Maximilien Rubel, Otto Rühle, Paul Mattick (una volta giunto negli USA fondò due riviste consiliariste: « Living Marxism » et « New Essays »), Benjamin Péret, Cornelius Castoriadis e Claude Lefort (animatori della rivista «Socialisme ou Barbarie»), Guy Debord e Raoul Vaneigem (Internazionale Situazionista) ed Henri Simon (Informations et Correspondances Ouvrières).
In Francia, paese dove il consiliarismo ha avuto larga diffusione, numerose sono state le pubblicazioni conosciute. Fra queste, le più recenti sono state Le Mouvement Communiste (1972-1974), Négation (1972-1974), La Guerre sociale (1977-1984), La Banquise (1983-1988), Brise-Glace (1988-1990) e Mordicus (1990-1994). Alcune riviste continuano ad essere pubblicate ancora oggi: Échanges et Mouvements, Théorie Communiste, Perspective Internationaliste, Oiseau-Tempête...
In Gran Bretagna si pubblica «Aufheben», negli USA «Insurget Notes», in Germania «Wild Cat», in Brasile Movaut, in Italia «Connessioni per la lotta di classe».